# Ledomyia crispata
Ledomyia crispata är en tvåvingeart som först beskrevs av Ephraim Porter Felt 1914.  Ledomyia crispata ingår i släktet Ledomyia och familjen gallmyggor. Inga underarter finns listade i Catalogue of Life.